# Car Asen (obwód Tyrgowiszte)
Car Asen (bułg. Цар Асен) – wieś w Bułgarii, w obwodzie Tyrgowiszte, w gminie Popowo. W 2024 roku liczyła 156 mieszkańców.